# Acrocercops apicella
Acrocercops apicella är en fjärilsart som beskrevs av Bradley 1957. Acrocercops apicella ingår i släktet Acrocercops och familjen styltmalar. Inga underarter finns listade i Catalogue of Life.